# Майяпанская лига

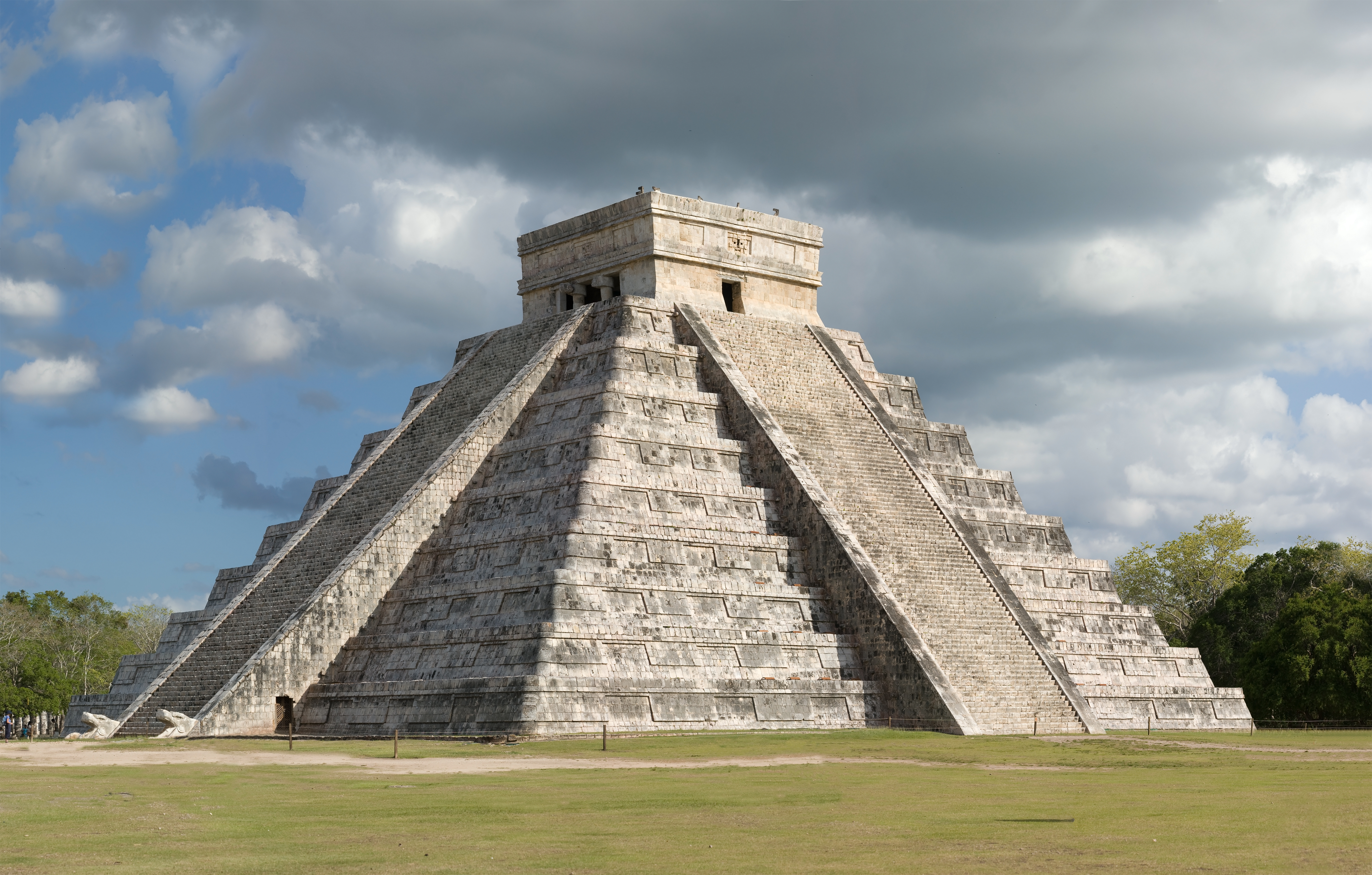
Пирамида Кукулькана, находящаяся в Чичен-Ице — главном городе лиги

Майяпа́нская ли́га — союз между тремя городами майя: Чичен-Ицей, Ушмалем и Майяпаном, образовавшийся в 1007 году н. э.

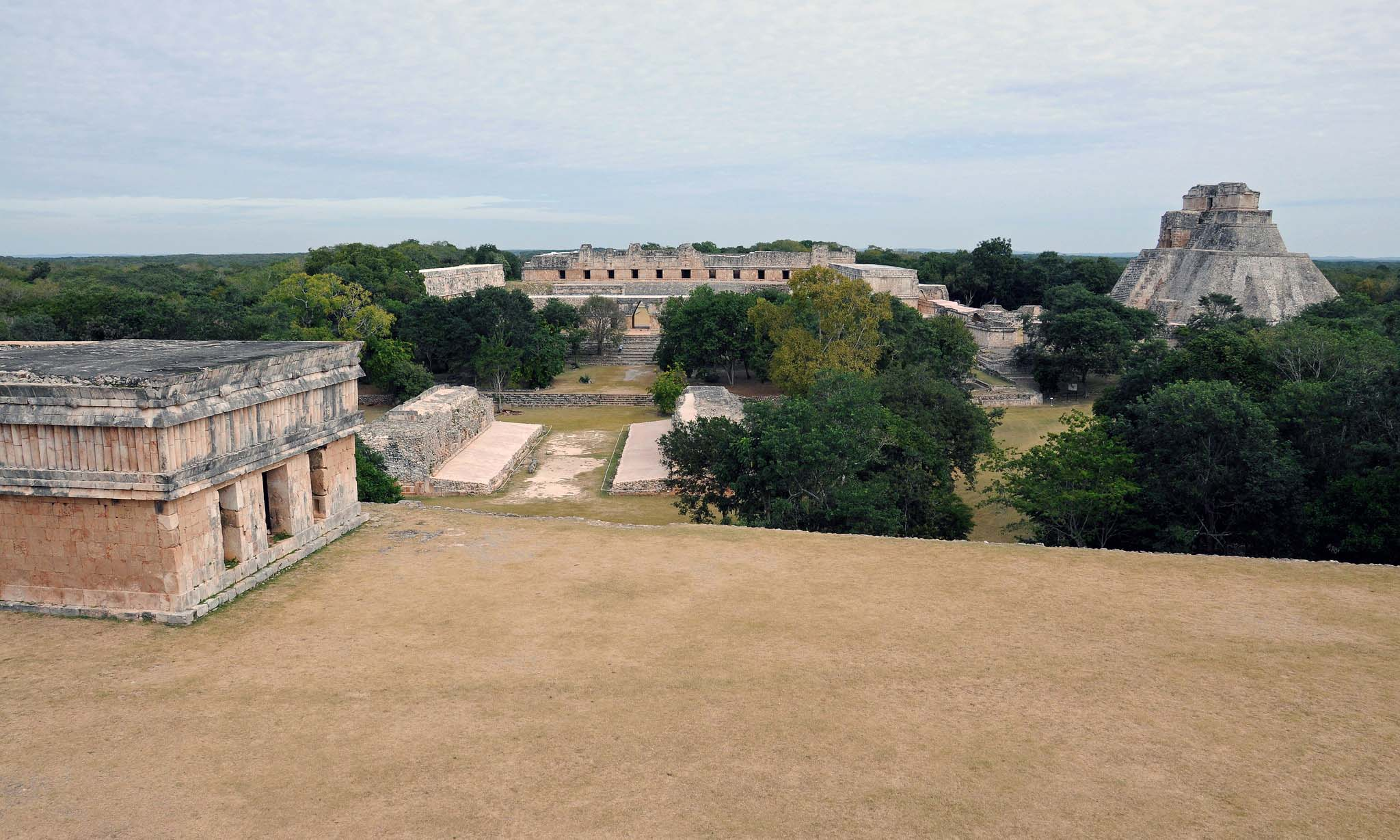
Руины Ушмаля

## Предыстория
В X веке на Юкатан вторгаются тольтеки, по неким причинам покинувшие Толлан, и при помощи союзных им майянских племён Ица и Тутуль Шив захватывают эти территории. Тольтеки, смешавшиеся с местными майя, закрепляются в Чичен-Ице, и делают её своей новой столицей. В это же время союзники тольтеков основывают свои города — Коком основал Майяпан, а Ах Суйток Тутуль Шиу — Ушмаль. Эти города начинают быстро расти. В Чичен-Ице были созданы пирамиды в честь тольтекского бога, Кецалькоатля, культ которого уже слился с культом майяского Кукулькана. Изображением божественного Пернатого змея украшены прекрасные колонны Чичен-Ицы, возвестившие, что у города появился новый покровитель. Ушмаль был построен в стиле «майяского ренессанса», ярчайшим образцом которого является Дворец правителей города.

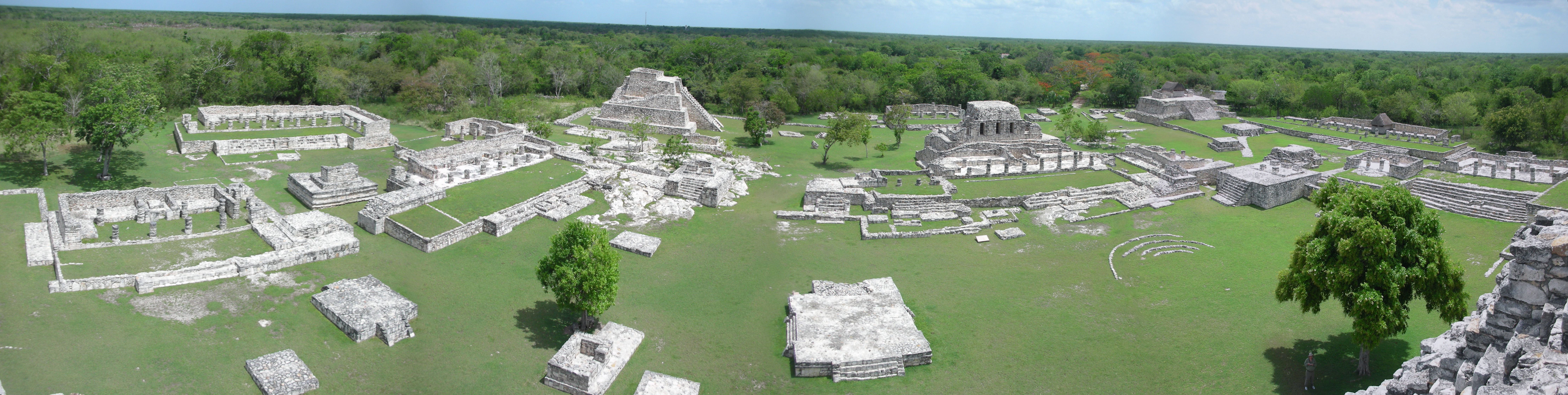
Руины Майяпана

## История
В 1007 году Чичен-Ица, Ушмаль и Майяпан образуют так называемую Майяпанскую лигу. Это, надо сказать, необоснованное название, т. к. абсолютным гегемоном и этого союза, и столицей всего тогдашнего Юкатана был город Чичен-Ица. Сначала это был более-менее крепкий союз. Но со временем Чичен-Ица превратилась в настоящего гегемона-тирана. Правители Чичен-Ицы имели абсолютную власть, им платили дань города, находившиеся даже на расстоянии 1000 км. Более того, жрецы Чичен-Ицы, обладавшие огромной властью в городе, требовали от своих данников людей, для принесения в жертву богам. И в конце концов правители Майяпана, Ушмаля и Ицмаля — Хунак Кеель, Чан Токиль и Улиль затеяли заговор против Чичен-Ицы. 22 ноября 1194 года майяпанские войска Хунак Кееля атакуют и захватывают Чичен-Ицу. Так Кокомы, династия правителей Майяпана, становятся неограниченными правителями северного Юкатана. Чтобы утвердить своё могущество, они приводят в Майяпан майяских халач-виников и принуждают их остаться здесь на постоянное жительство. Даже правитель Ушмаля вынужден был обосноваться в Майяпане. О военной мощи Майяпана свидетельствовали городские укрепления — настоящие крепостные стены (до этого ни в одном майяском городе не было внешних укреплений).
Владычество майяпанских Кокомов над остальными юкатанскими майя продолжалось 250 лет. Но затем против диктатуры Кокомов вспыхивает общеюкатанское восстание, которым руководил халач-виник Ушмаля Ах Шупан Шиу. Восстание было успешным. 6 января 1461 года Тутуль Шивы из Ушмаля разрушили Майяпан.